# Brest metropolisz

A metropolisz elhelyezkedése Finistère megyében

Brest metropolisz (franciául: Brest Métropole) a franciaországi metropoliszok egyike, a francia községközi társulási rendszer (intercommunalité) része.
Bretagne régió Finistère megyéjében Brest-et és a város vonzáskörzetének további 7 községét foglalja magába. 2015. január 1-jén jött létre, felváltva az addigi Brest városközösséget (communauté urbaine de Bordeaux), melyet 1973-ban hoztak létre.
Népessége 211 920 fő volt 2021-ben, területe 218,4 km2.
Ez Franciaország egyik legkisebb területű metropolisza. Igazgatási központja Brestben van.

## Községek
A metropoliszt az alábbi nyolc község alkotja:
- Bohars
- Brest
- Gouesnou
- Guilers
- Guipavas
- Plougastel-Daoulas
- Plouzané
- Le Relecq-Kerhuon